# スヤキ

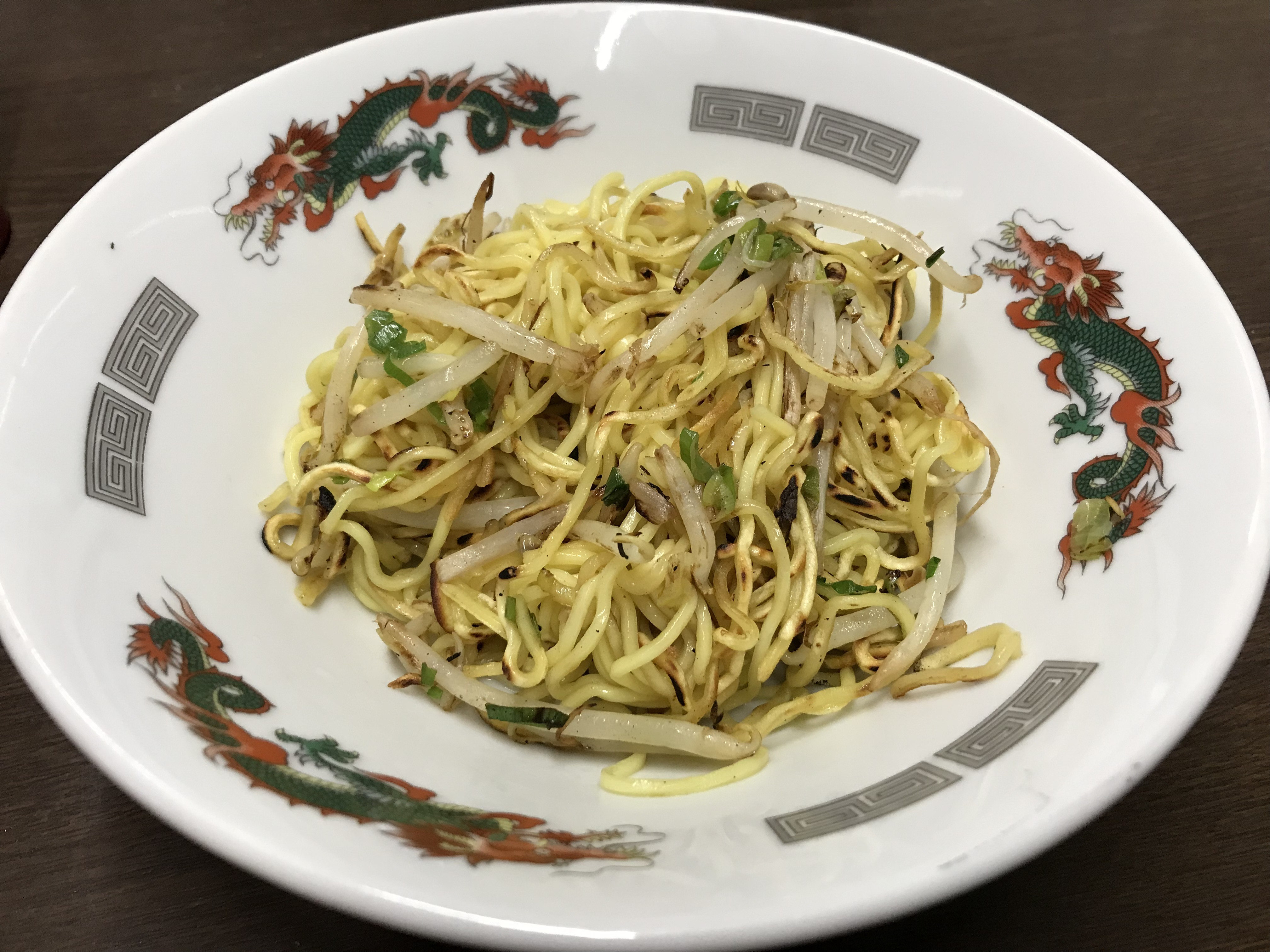
スヤキ（2024年1月撮影）

スヤキとは、滋賀県甲賀市のご当地グルメの焼きそばである。

## 概要
1952年、甲賀郡水口町（現在の甲賀市）の食堂「谷野食堂」が、学生のために安くて美味しいものをという思いで提供したのが始まり（谷野食堂の近くには滋賀県立水口高等学校がある）。中華麺をラードで炒めた後、もやし、青ネギ、塩で味を調えたというシンプルな作り。味は客側でソースや醤油などを加えて好みに仕上げる。
なお、中華麺は、麺の材料を真空状態で混ぜ合わせる真空ミキサーで作っているため、材料がよくなじみ、コシと甘味がある。